# 天池院
天池院位于朝鮮的兩江道之三池淵市。像首都平壤的蒼光院的姊妹店，設有浴室、桑拿浴室、理髮室、美容室和室內暖水游泳池，使這寒冷地區的民眾亦能享受全天候水療的樂趣。